# Alonso Rodríguez (jésuite)
Pour les articles homonymes, voir Rodríguez.
Alonso Rodríguez (en français : Alphonse Rodriguez), né le 15 avril 1538 à Valladolid (Espagne) et mort le 24 février 1616 à Séville (Espagne), est un prêtre jésuite espagnol, maître des novices et écrivain spirituel de grand renom. Son œuvre Pratique de la perfection chrétienne, donnant une grande importance à l'ascèse dans la vie religieuse, eut une diffusion considérable.

## Biographie
Fils du docteur Hernán Rodríguez et de María Grayo, Alonso était déjà bachelier ès arts (de Valladolid) et avait commencé des études de théologie à Salamanque lorsqu’il demanda son admission dans la Compagnie de Jésus. Il commence son noviciat, dans la même ville de Salamanque, le 14 juillet 1557. Au terme de cette formation spirituelle initiale, il continue ses études de théologie.
Ordonné prêtre en septembre 1562, le jeune Rodriguez est nommé maître des novices, toujours à Salamanca, en 1566. Dès sa première année comme maitre des novices, il a sous sa direction spirituelle le jeune Francisco Suárez, plus tard un des grands théologiens de la scolastique. En 1569, il est transféré à Monterrey, d’abord comme maître des novices (1569-1570), puis recteur (1571-1576) et professeur de théologie morale. Ses qualités de formateur à la vie religieuse sont reconnues. Aussi est-il envoyé à Valladolid, de nouveau comme maître des novices. Il est également responsable des séminaires de présentation des « cas de conscience », une branche « pratique » de la théologie morale.
Envoyé à Montilla (Cordoue) en 1585, il y est successivement maître des novices, recteur et, durant 12 ans, instructeur du « Troisième An », l’année de récapitulation spirituelle et religieuse qui conclut la formation des jeunes jésuites.
En 1593, Rodriguez est élu pour représenter sa province à la Ve Congrégation générale de la Compagnie de Jésus imposée par le pape Clément VIII au Supérieur Général, Claudio Acquaviva, dont le gouvernement était mis en question par un groupe influent de jésuites espagnols. Rodriguez donne son soutien à Acquaviva.
Directeur spirituel de la communauté de Cordoue de 1598 à 1606, Alphonse Rodriguez passe ensuite à celle de Séville où il est, une fois de plus, maître des novices. C’est durant cette période qu’il met la dernière main à ses écrits qui sont en fait une mise en forme des innombrables conférences spirituelles données à ses novices et d’autres groupes religieux.

## Écrits
- Ejercicio de perfección y virtudes cristianas, Séville, 1609. La quatrième édition (1615) reçoit les dernières retouches de sa part, juste avant sa mort. Dix ans plus tard des traductions existent en français, italien, latin, allemand, néerlandais, et (partiellement) anglais. La deuxième traduction en français (Pratique de la perfection chrétienne), faite par l'abbé Regnier des Marais, membre de l’Académie française, est publiée en 1693, à Anvers.
- Pláticas de la doctrina cristiana, Séville, 1610.